# Ilińce
Ilińce lub Lińce (ukr. Іллінці, trb. Illinci; łac. Elins) – miasto na Ukrainie w obwodzie winnickim, w nowym rejonie winnickim (do 2020 r. siedziba władz rejonu ilinieckiego), centrum administracyjne hromady miejskiej, siedziba władz hromady wiejskiej. 

## Geografia
Ośrodek przemysłu spożywczego położony nad rzeką Sob i wpadającymi do niej dopływami: Wiazowicą i Sobkiem. Na zachód od miast znajduje się krater uderzeniowy Iljinec.  

## Historia

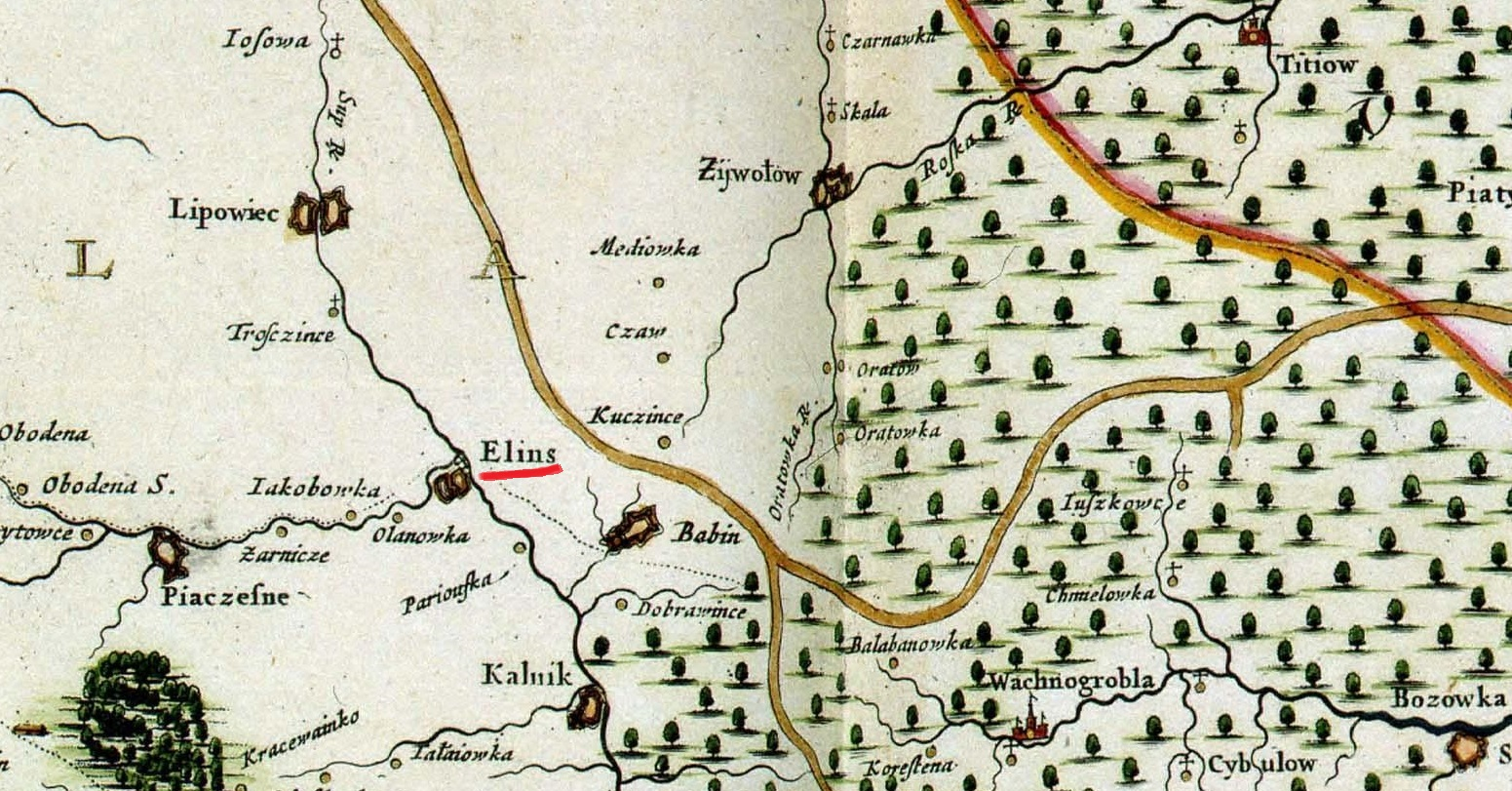
Ilińce jako Elins na mapie Wilhelma Beauplana z roku 1648

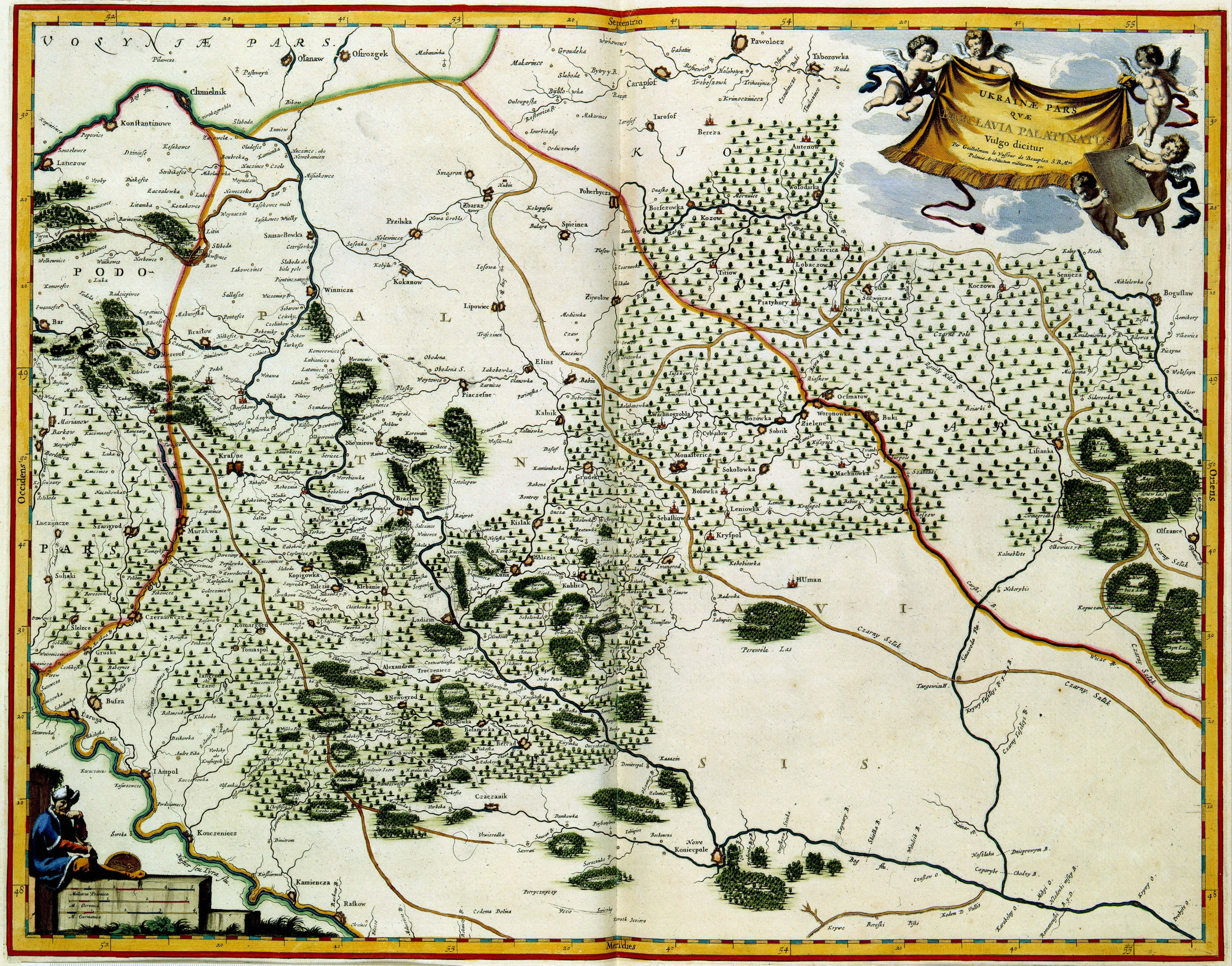
Miejscowość na mapie województwa bracławskiego z 1648 r.

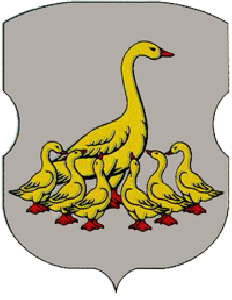
Herb Ilińców z 1757 r.

Terytorium obecnych Ilińców było zamieszkane przez osiadłą ludność około dwóch tysięcy lat temu. W pobliżu miasta zachowały się dobrze widoczne pozostałości kurhanów scytyjskich (IV-III w. p.n.e.). Zbadano pozostałości jednej z najstarszych osad słowiańskich z V w. n.e., gdzie odnaleziono pozostałości pieców do wytapiania żelaza.
Pierwsza pisemna wzmianka o miejscowości pochodzi z 1391 r., gdy tereny te należały do Wielkiego Księstwa Litewskiego. Król polski Kazimierz Jagiellończyk w 1448 r. podarował ją możnemu rycerzowi Mienkowi (Mence) za jego czyny wojenne. W tamtym czasie osada nazywała się Lińce.
W XVI w. miejscowość leżąca w powiecie winnickim województwa bracławskiego była własnością Obodeńskich. W tym i w następnym stuleciu Ilińce były wielokrotnie pustoszone przez Tatarów. Kolejnymi właścicielami 620-dymowych dóbr ilinieckich stali się Koreccy w 1630 r.. W 1647 r. książę Samuel Karol Korecki przekazał miasto ówczesnemu cześnikowi chełmskiemu Stefanowi Czarneckiemu za sumę zastawu w wysokości 40 tys. złotych.
W okresie powstania Chmielnickiego miasto było siedzibą sotni pułku kalnickiego. W 1672 r. zostało przejściowo włączone do Turcji (1672–1699).
Przywilejem z 22 października 1757 roku król August III oficjalnie nadał Ilińcom prawo magdeburskie oraz herb z wizerunkiem złotego łabędzia z sześcioma łabędziami na srebrnym tle. Herb charakteryzował miasto jako „gniazdo rodowe” ówczesnej właścicielki Ilińców, księżnej Barbary Sanguszkowej z domu Dunin, której przodkowie mieli w herbie wizerunek łabędzia. Prywatne miasto szlacheckie położone w województwie bracławskim było w 1789 roku własnością Hieronima Janusza Sanguszki.
W 1793 r. miasto znalazło się na terenach objętych II rozbiorem. W zaborze rosyjskim było siedzibą gminy Ilińce w powiecie lipowieckim guberni kijowskiej.
W 1801 roku w Ilincach urodzili się słynni poeci, przedstawiciele tzw. szkoły ukraińskiej w literaturze polskiej Seweryn Goszczyński i Tomasz Padura.
Od 1818 r. stacjonował tu sztab rosyjskiego Wiackiego Pułku Piechoty, którym w latach 1821–1825 dowodził Paweł Pestel, szef Towarzystwa Południowego dekabrystów.
Od połowy XIX wieku populacja Ilińców zaczęła szybko rosnąć, a w 2 poł. XIX wieku mieszkało tu prawie siedem tysięcy osób. Po zniesieniu poddaństwa (1861) w mieście zaczęły działać szkoły parafialne. W 1881 roku założono tu dwuklasową szkołę cerkiewno-parafialną, której pierwszym zarządcą była właścicielka majątku, księżna Demidowa-San Donato. 
W grudniu 1917 r. w mieście rozpoczęła się okupacja sowiecka, w marcu 1918 r. miasto zajęły wojska cesarskich Niemiec, w maju 1919 r. wojska gen. Denikina, a w 1920 r. ponownie Sowieci.
Według nowego podziału administracyjnego, w 1923 r. Illince stały się centrum rejonowym w obwodzie berdyczowskim, od 1925 r. – w obwodzie winnickim, a od 1932 r. centrum rejonowym obwodu winnickiego.
W czasie wielkiego głodu w latach 1932–1933 zginęło co najmniej 204 mieszkańców miasta.
Podczas okupacji hitlerowskiej, w sierpniu 1941 roku Niemcy utworzyli getto dla żydowskich mieszkańców. Przebywało w nim około 2500 osób. 15 grudnia 1942 roku Niemcy zlikwidowali getto, a Żydów zamordowali w getcie i w okolicach miasta. Sprawcami zbrodni było Gestapo z Winnicy, niemiecka żandarmeria oraz ukraińska policja. 
W 2013 liczyło 11 366 mieszkańców.

## Zabytki
- parterowy dwór wybudowany w XVIII w.  przez Hieronima Sanguszkę (1743–1812). Letnia rezydencja Sanguszków[10]. Hieronim Sanguszko przyjmował w nim króla Polski Stanisława Augusta Poniatowskiego w 1787 r. Pod koniec XIX w. dom mieszkalny zarządców (oficjalistów) cukrowni.
- cerkiew św. Mikołaja z 1751 r. (w Borysówce(inne języki))
- cerkiew Narodzenia Bogurodzicy z 1785 r.
- sobór Zmartwychwstania Pańskiego(inne języki) z 1897 r.
- cerkiew św. Trójcy z 1903 r.
- pozostałości kościoła Podwyższenia Krzyża Świętego z 1785 r.
- synagoga z ok. 1780 r.
- gmach ziemstwa z początku XX w.
- Młyn Marymont z 1908 r.

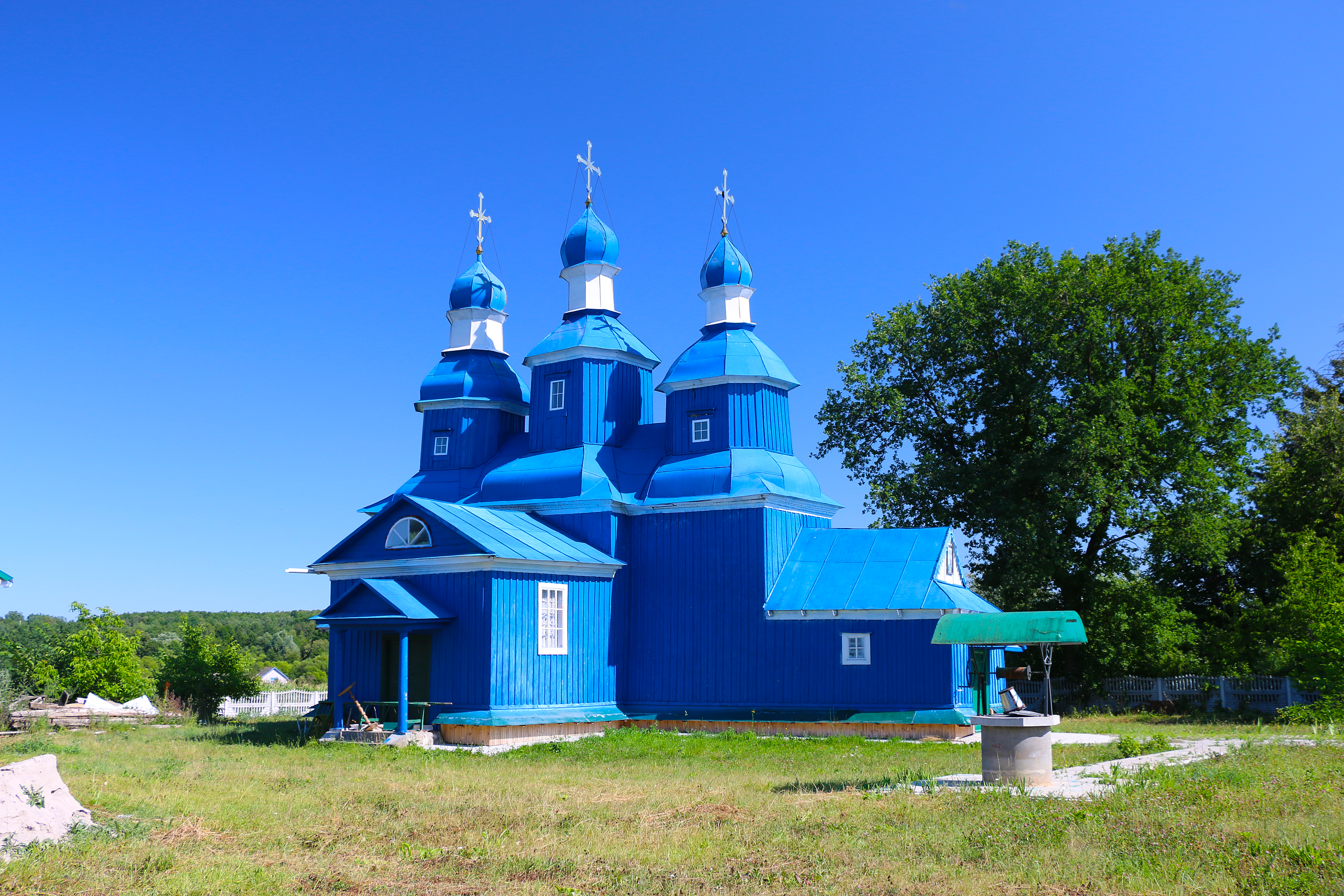
Cerkiew św. Mikołaja
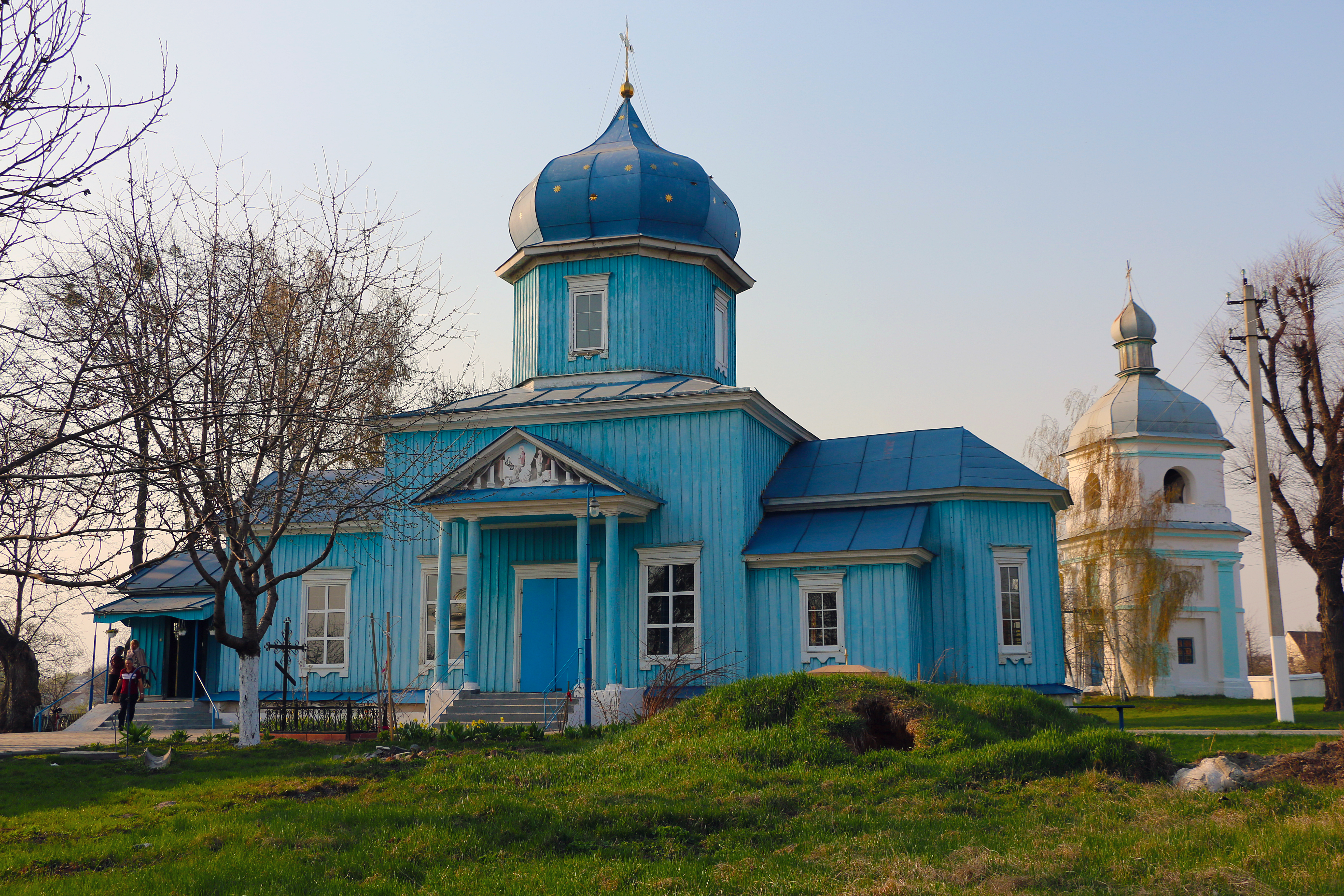
Cerkiew Narodzenia Bogurodzicy z 1785 r.
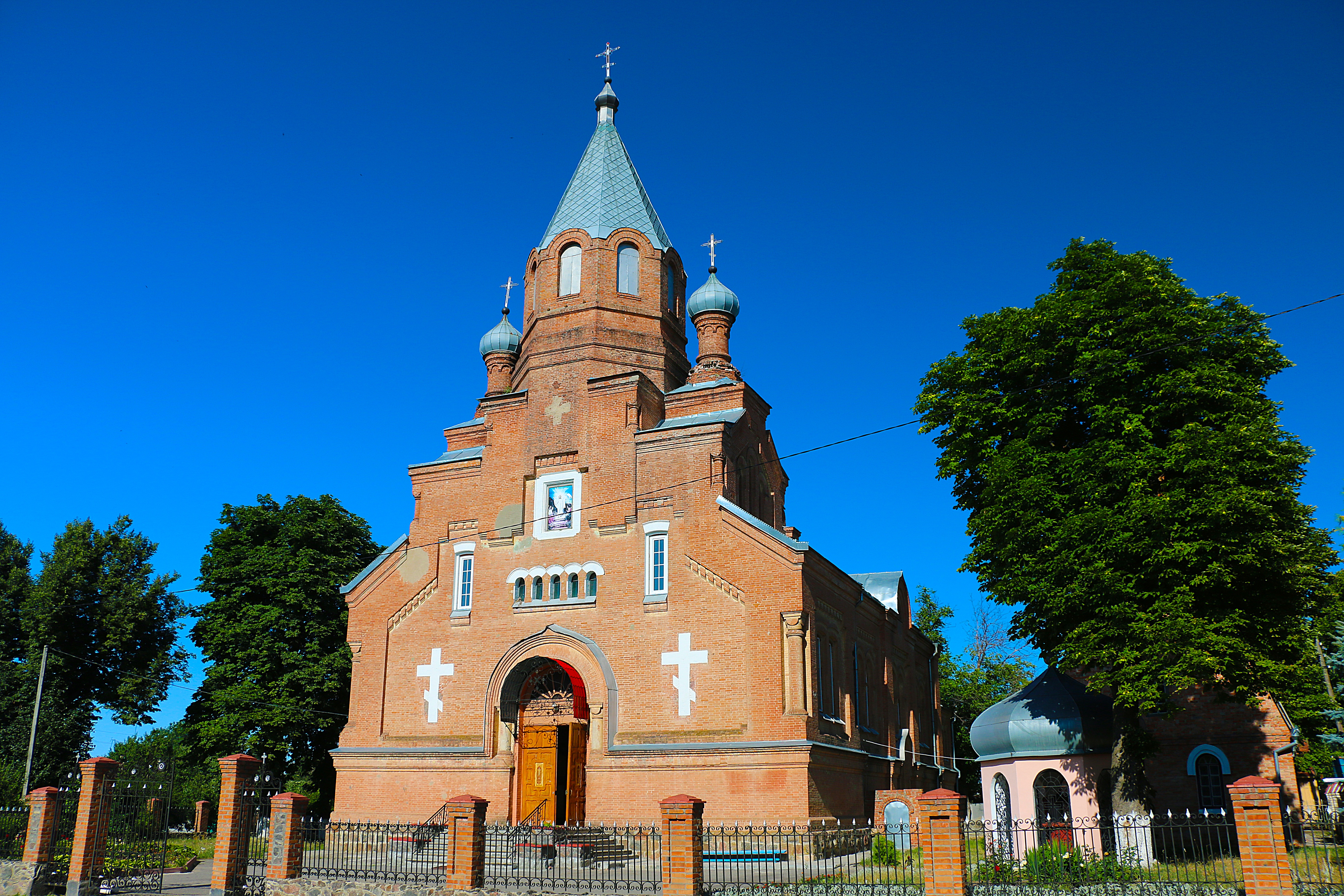
Prawosławny sobór Zmartwychwstania Pańskiego z 1897 r.
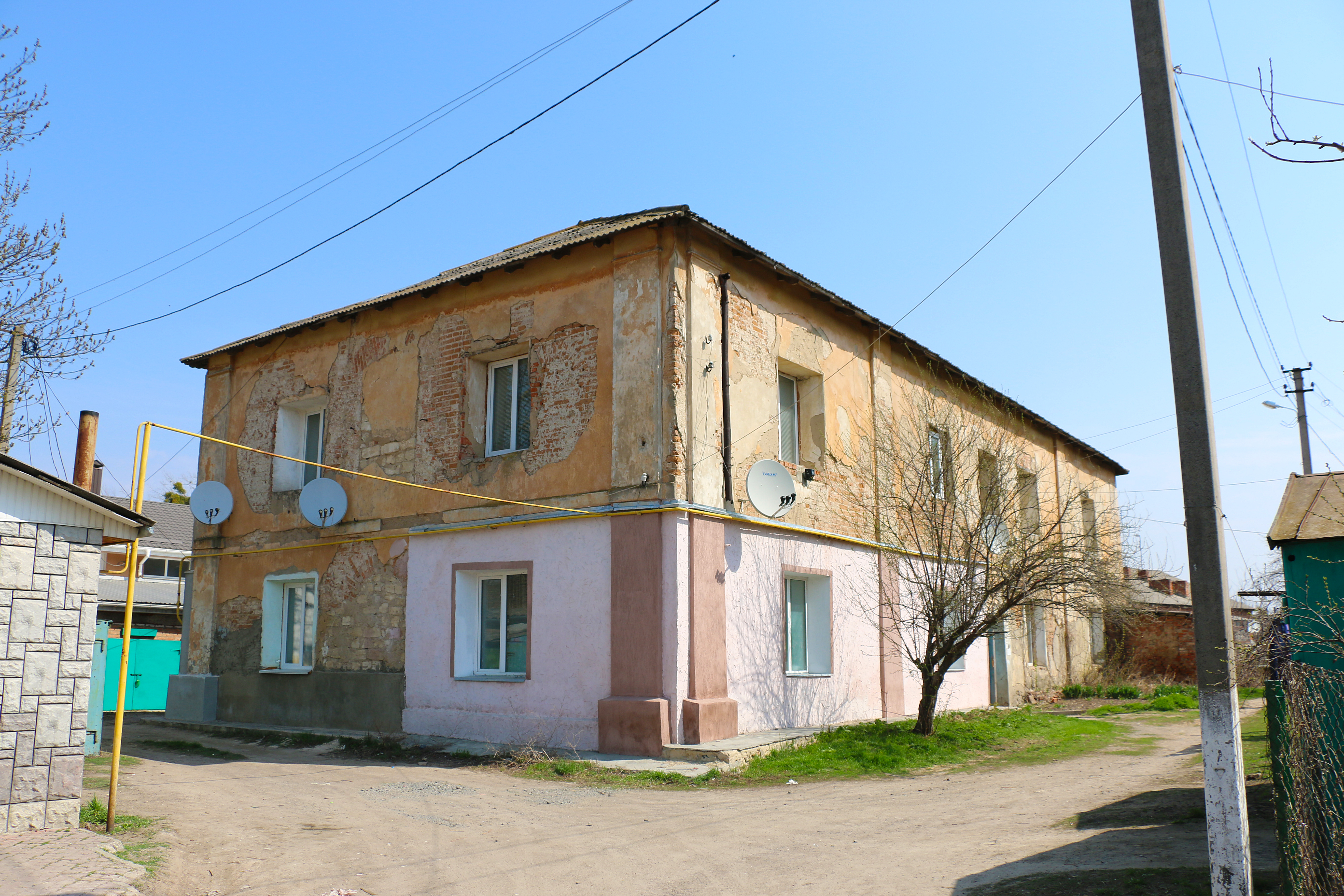
Budynek mieszkalny w murach dawnego kościoła rzymskokatolickiego z 1785 r.
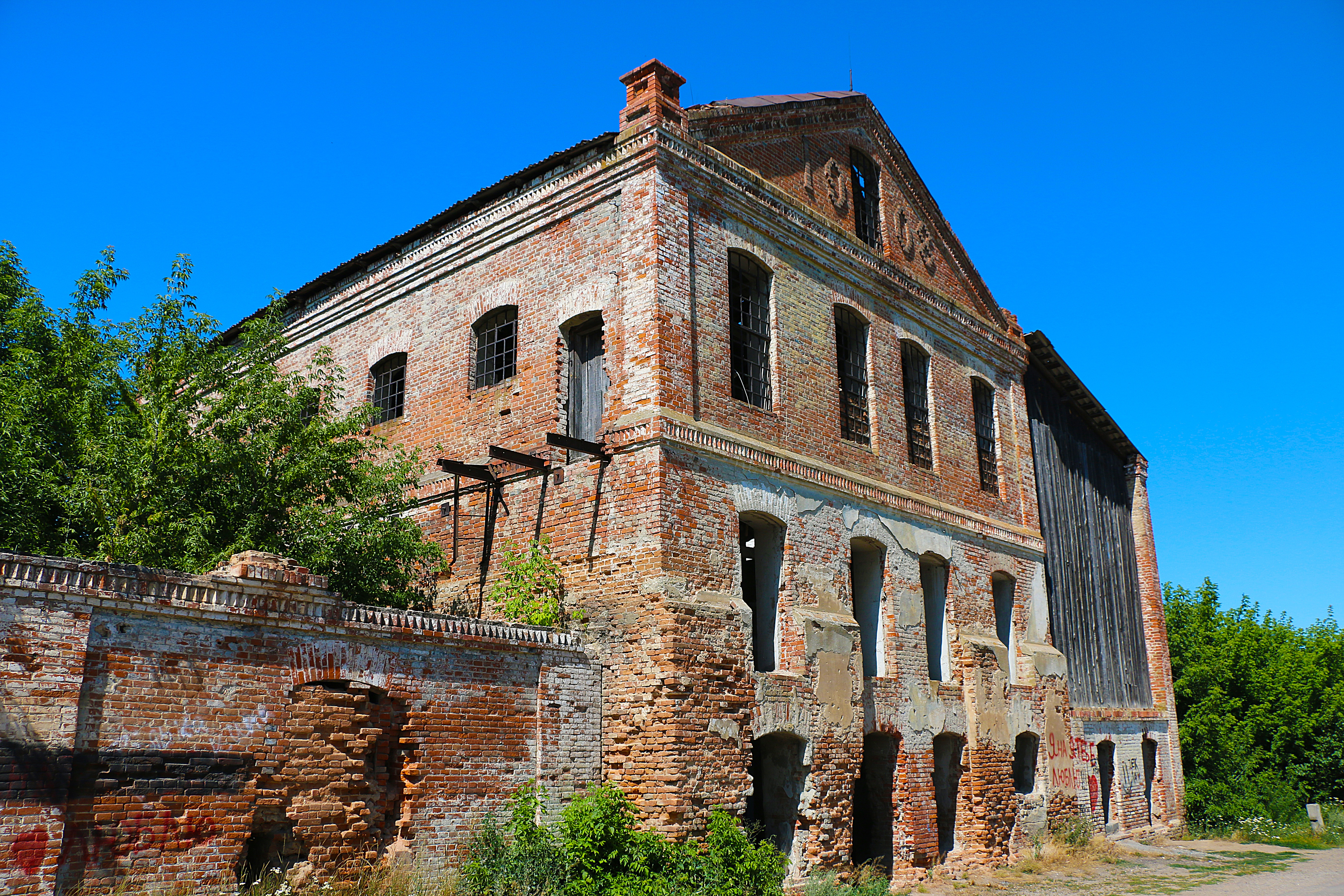
Młyn Marymont
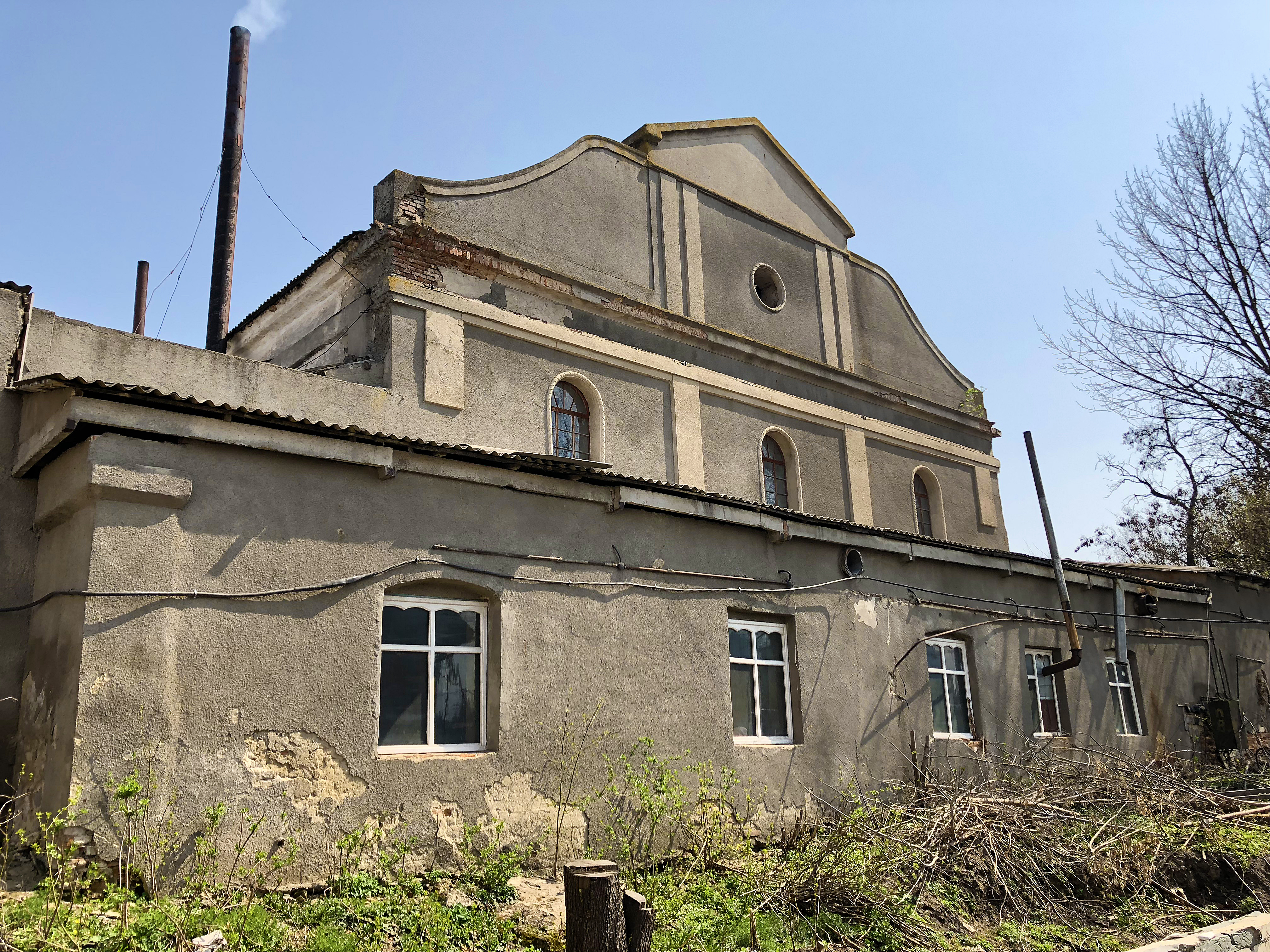
Gmach dawnej synagogi

## Urodzeni w Ilińcach
- Seweryn Goszczyński – polski poeta romantyczny
- Tomasz Padura – poeta romantyczny i kompozytor

## Miasta partnerskie
- Włoszczowa, Polska
- Smižany, Słowacja